# Cecilia Liñeira
María Cecilia Liñeira (Buenos Aires, Argentina, 10 de mayo de 1983) es una jugadora de baloncesto.

## Biografía
María Cecilia Liñeira, nació en Buenos Aires, Argentina, en 1983. Tiene un Título universitario de Instrumentación Quirúrgica, una profesión que ya ejerció en su país, donde asistió varias veces en cirugías en las operaciones. En España no existe convalidación para su licenciatura. Estudió dos carreras: enfermería por la UPN y Psicología por la UNED (a distancia).

## Trayectoria
Cecilia Liñeira comenzó su carrera profesional en su país natal, en el Lanús, pero muy joven decidió cruzar el charco. Posee pasaporte Comunitario, ya que por sus venas corre sangre argentina, polaca, española, italiana y checa, y es precisamente el pasaporte de este último país, cuna de su abuelo, el que le abrió las puertas hacia el baloncesto europeo.
Deportivamente sumaba en todas las facetas del juego, siendo considerada una lideresa tanto en la cancha como en el vestuario”. Desde 2006 ha pasado por cinco clubes españoles. Primero recaló en el CB Pio XII de La Coruña, donde estuvo dos temporadas disputando LF2. A partir de ahí, la trayectoria de Liñeira ha estado ligada al País Vasco. Del 2008 al 2011 militó en las filas del UNB Obenasa Navarra, jugando su última temporada en LF. De ahí bajó de nuevo una categoría para vestir la camiseta del Irlandesas durante medio año, después tres campañas ha estado enrolada en Ibaizabal, donde volvió a disfrutar de un año en la máxima categoría estatal tras el ascenso (fue nombrada MVP en la temporada del ascenso). Ha jugado 5 Fases de Ascenso a LF, lográndolo en dos ocasiones, de ahí su apodo  "Miss Ascenso".  En 2014 Liñeira se coló hasta en cuatro ocasiones en el quinteto ideal de la jornada de LF2, destacando su actuación en Ourense, donde la argentina fue nombrada MVP de la Jornada 16 con 30 puntos, 19 rebotes y 4 asistencias para un total de 50 puntos de valoración. Ha promediado durante la 14’2 puntos y 8’4 rebotes (19’1 de valoración; la quinta jugadora más valorada del grupo A).
Días previos a iniciar la temporada 2017-2018, Cecilia Liñeira, renovada por el club Araski, se vio obligada a terminar su carrera deportiva ante una oferta laboral irrechazable, que le impedía compaginar ambas actividades.
Para la temporada 2017/2018 fichó por el equipo Megacalzado Ardoi, con el que ha conseguido el ascenso a Liga Femenina 2.

## Clubes
- Burzaco (Argentina).
- Lanús (Argentina).
- 2006-2008 CB Pio XII de La Coruña. Liga Femenina 2.
- 2008-2011 UNB Obenasa Navarra. 2 temporadas en LF2 y la última en LF.
- 2011-2012 Irlandesasː medio año en LF2.
- 2012-2015 GDKO Ibaizábal ː 2 temporadas en LF2 y una en LF.
- Granate (Argentina) desde el fin de temporada en España.[8]
- 2015-2016 A.D.B. Araski Arabako Emakumeen Saskibaloia, Liga Femenina2
- 2016-2017 A.D.B. Araski Arabako Emakumeen Saskibaloia, Liga Femenina.
- 2017/2018 Fundación Navarra Ardoi.

## Selección argentina
Ha participado en la Selección Argentina Femenina, denominada "las gigantes", en las siguientes competicionesː
- 2013 Campeonato Sudamericano (Mendoza, Argentina)
- 2006 Brasil (Sáo Paulo/Barueri), quedando en el noveno puesto.[10]

## Palmarés

### Campeonatos nacionales
| Título                          | Club       | País   | Año  |
| ------------------------------- | ---------- | ------ | ---- |
| Campeonas Liga Femenina 2       | Araski AES | España | 2016 |
| Semifinalistas Copa de la Reina | Araski AES | España | 2017 |
| Semifinalistas Liga Femenina 1  | Araski AES | España | 2017 |